# Uchumi Supermarkets
Uchumi Supermarkets ist eine kenianische Supermarktkette mit Filialen in Tansania und Uganda.

## Geschichte

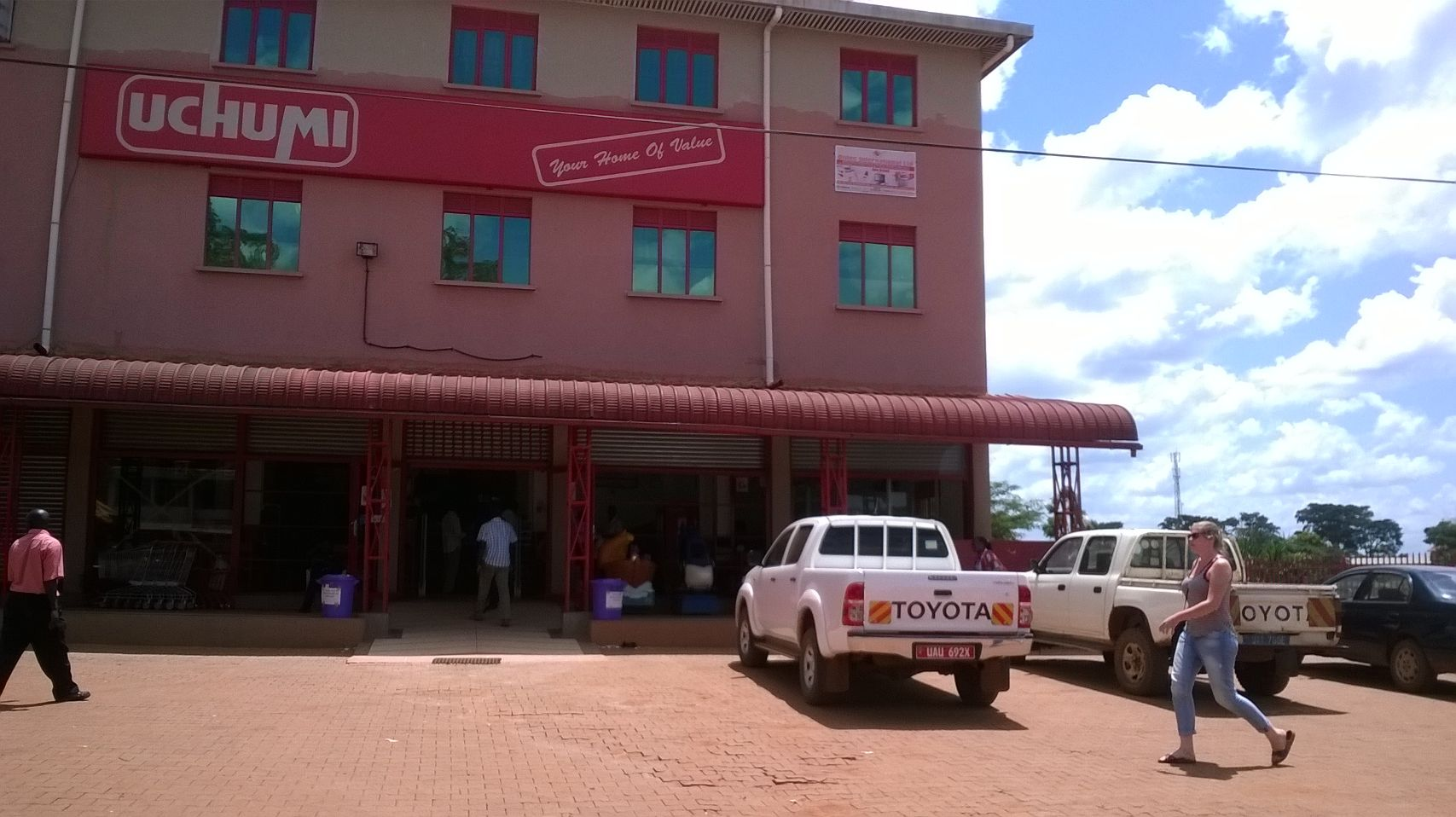
Uchumi Filiale in Uganda (2014)

Das Lebensmitteleinzelhandelsunternehmen wurde als öffentliches Unternehmen im Jahre 1975 gegründet. Schon ein Jahr später kam es zu einer Zusammenarbeit mit der italienischen Kaufhauskette Standa. Der Börsengang von Uchumi an die Nairobi Stock Exchange fand 1992 statt. In den ersten Jahren des neuen Jahrtausends befand sich die Firma in wirtschaftlichen Schwierigkeiten, die mit dem Börsenabgang 2006 ihren Abschluss fanden. Im Januar 2011 erstellte die Kenya Capital Markets Authority (KCMA) einem positiven Befund über das Unternehmen mit dem Ergebnis, dass Uchumi wieder an der NSE gehandelt wurde. Uchumi gehört neben dem Marktführer Nakumatt, Tuskys, Ukwala und Naivas zu den großen Handelsunternehmen in Ostafrika.